# 라고

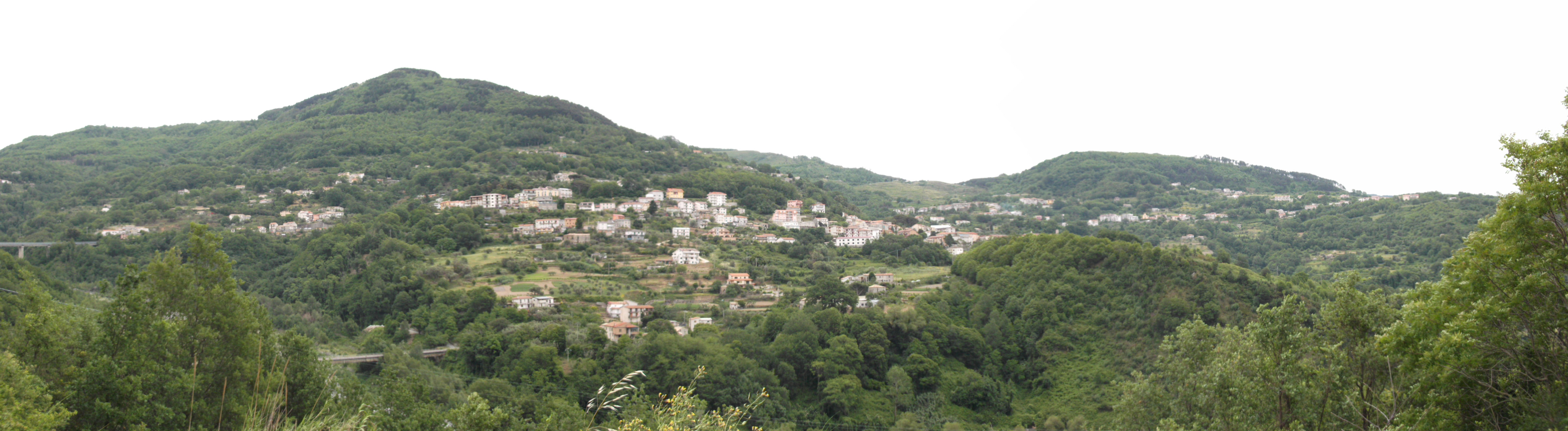

라고(Lago)는 이탈리아 남부 칼라브리아주 코센차도에 있는 도시이다. 코센차로부터 42km 떨어져 있다.